# Petrus Canisius Mandagi
Petrus Canisius Mandagi MSC (Kamangta, 27 de abril de 1949) é um ministro indonésio e arcebispo católico romano de Merauke.
Petrus Canisius Mandagi juntou-se aos Missionários do Sagrado Coração e foi ordenado sacerdote em 18 de dezembro de 1975.
O Papa João Paulo II o nomeou Bispo de Amboina em 10 de junho de 1994. O bispo emérito de Amboina, Andreas Peter Cornelius Sol MSC, o consagrou em 18 de setembro do mesmo ano; Os co-consagradores foram Josephus Tethool MSC, Bispo Auxiliar em Amboina, e Johannes Liku Ada’, Bispo Auxiliar em Ujung Pandang. Em 7 de agosto de 2019, Mandagi também se tornou Administrador Apostólico da Arquidiocese de Merauke.
Em 11 de novembro de 2020, o Papa Francisco o nomeou Arcebispo de Merauke. A posse ocorreu em 3 de janeiro de 2021.